# Поремећаји ејакулације
Поремећаји ејакулације су најчешћа сексуална дисфункција код мушкараца. Уобичајени поремећаји ејакулације укључују: прерану ејакулацију, ретроградну ејакулацију, одложену ејакулацију, анејакулацију, инхибицију ејакулације и аноргазмију.